# Вандерлей Силва
Вандерлей Силва, известен с прякорите „Убиецът с брадва“ (на английски: The Axe Murderer) и „Лудо куче“ (на португалски: Cachorro Louco) е бразилски/американски боец по смесени бойни изкуства, бивш състезател в японската ММА организация Прайд и базираната в Америка Ultimate Fighting Championship (UFC) Той държи рекорда за най-много победи, нокаути, защити на титлата и най-дълга печеливша серия в историята на Прайд. В Прайд в бил шампион в средна категория и шампион в средна категория на Гранд При през 2003 г. От 2017 г. се състезава за Белатор MMA в полутежка и в тежка категория.

## ММА рекорд
| Професионален MMA рекорд |           |           |
| 51 мача                  | 35 победи | 14 загуби |
| Нокаут                   | 27        | 7         |
| Събмишън                 | 1         | 0         |
| Съдийско решение         | 7         | 7         |
| Равенство                | 1         | 1         |
| Несъстоял се             | 1         | 1         |